# Eleccions generals espanyoles de 1986
Les eleccions es van fer el diumenge, 22 de juny de 1986. El govern de Felipe González hi revalidà la majoria absoluta obtinguda el 1982, encara que amb un descens notable d'escons. La Coalició Popular (ara Partit Popular) es consolidava com a la segona força política després de la desaparició de la UCD.

## Votació d'investidura
Gràcies a la seva majoria absoluta, Felipe González va tornar a ser investit President del Govern el dijous 24 de juliol de 1986. Només els membres del seu partit van votar a favor seu.

## Resultats
| ← Eleccions generals espanyoles, 22 de juny de 1986 →    |           |       |        |       |
| Partido                                                  | Vots      | %     | Escons | Dif.  |
| Partido Socialista Obrero Español (PSOE)                 | 8.901.718 | 44,06 | 184    | -18   |
| Coalició Popular (CP)                                    | 5.247.677 | 25,97 | 105    | -2    |
| Centre Democràtic i Social (CDS)                         | 1.861.912 | 9,22  | 19     | +17   |
| Convergència i Unió (CiU)                                | 1.014.258 | 5,02  | 18     | +6    |
| Coalició Izquierda Unida (IU)                            | 935.504   | 4,63  | 7      | +3(*) |
| Partit Nacionalista Basc (PNV)                           | 309.610   | 1,53  | 6      | -2    |
| Herri Batasuna (HB)                                      | 231.722   | 1,15  | 5      | +3    |
| Euskadiko Ezkerra (EE)                                   | 107.053   | 0,53  | 2      | +1    |
| Coalició Gallega (CG)                                    | 79.972    | 0,4   | 1      | +1    |
| Partido Aragonés Regionalista (PAR)                      | 73.004    | 0,36  | 1      | +1    |
| Agrupacions Independents de Canàries (AIC)               | 65.664    | 0,33  | 1      | +1    |
| Unió Valenciana (UV)                                     | 64.403    | 0,32  | 1      | +1    |
| Mesa per a la Unitat dels Comunistes (MCU)               | 229.625   | 1,14  |        |       |
| Partit Reformista Democràtic (PRD)                       | 194.538   | 0,96  |        |       |
| Partido Andalucista (PA)                                 | 94.008    | 0,47  |        |       |
| Esquerra Republicana de Catalunya (ERC)                  | 84.628    | 0,42  |        | -1    |
| Partido Socialista de los Trabajadores (PST)             | 77.914    | 0,39  |        |       |
| Partit dels Comunistes de Catalunya (PCC)                | 57.107    | 0,28  |        |       |
| PSG-EG                                                   | 45.574    | 0,25  |        |       |
| Falange Española de las JONS (FE-JONS)                   | 43.449    | 0,22  |        |       |
| Unificació Comunista d'Espanya (UCE)                     | 42.451    | 0,21  |        |       |
| Unitat del Poble Valencià (UPV)                          | 40.254    | 0,20  |        |       |
| Asamblea Canaria-Izquierda Nacionalista Canaria (AC-INC) | 36.892    | 0,18  |        |       |
| Los Verdes (LV)                                          | 31.909    | 0,16  |        |       |
| Alternativa Verde (AV)                                   | 29.567    | 0,15  |        |       |
| VERDE                                                    | 28.318    | 0,14  |        |       |
| Unidad Popular Republicana (UPR)                         | 27.473    | 0,14  |        |       |
| Bloc Nacionalista Gallec (BNG)                           | 27.049    | 0,14  |        |       |
| Partit Obrer Socialista Internacionalista (POSI)         | 21.853    | 0,11  |        |       |
| Extremadura Unida (EU)                                   | 16.091    | 0,08  |        |       |
| Partit Socialista del Poble Andalús (PSPA)               | 14.999    | 0,07  |        |       |
| PSM-EN                                                   | 7.539     | 0,04  |        |       |
| Coalición de Unidad Nacional                             | 5.209     | 0,03  |        |       |
| POR                                                      | 5.126     | 0,03  |        |       |
| Partit Socialdemòcrata de Catalunya (PSDC)               | 4.885     | 0,02  |        |       |
| Agrupación de Electores Independientes (AEI)             | 3.857     | 0,01  |        |       |
| Convergencia Leonesista (CL)                             | 2.520     | 0,01  |        |       |
| Partido Regionalista del País Leonés (PREPAL)            | 2.449     | 0,01  |        |       |
| Esquerra Nacionalista Valenciana (ENV)                   | 2.116     | 0,01  |        |       |
| Lliga Obrera Comunista                                   | 1.952     | 0,01  |        |       |
| Partit Moderat-Centristes de Navarra                     | 1.939     | 0,01  |        |       |
| Cultura Natural                                          | 1.886     | 0,01  |        |       |
| Partit Regionalista Murcià (PRM)                         | 1.401     | 0,01  |        |       |
| Partido Español Demócrata (PED)                          | 1.169     | 0,01  |        |       |
| Partido Nacionalista de Castilla y León (PANCAL)         | 1.047     | 0,01  |        |       |
| Candidatura por la Autonomía                             | 758       | 0,0   |        |       |
| Partit Proverista                                        | 756       | 0,0   |        |       |
| Agrupación Independiente de Ceuta                        | 601       | 0,0   |        |       |
| Partido Español Cristiano                                | 254       | 0,0   |        |       |

(*) Prenent com a base els escons del Partit Comunista

## Dades

Partits majoritaris per províncies a les eleccions generals de 1986

- Cens electoral: 29.117.613
- Votants: 70,49%
- Abstenció: 29,51%
- Vots vàlids: 98,43%
- Vots nuls: 1,57%
- Vots a candidatures: 99,4%
- Vots Blancs: 0,6%

## Diputats

### Catalunya

#### Barcelona
- Narcís Serra i Serra (PSC-PSOE)
- Ernest Lluch Martín (PSC-PSOE)
- Joan Majó i Cruzate (PSC-PSOE)
- Eduardo Martín Toval (PSC-PSOE)
- Salvador Clotas i Cierco (PSC-PSOE)
- Josep Maria Triginer i Fernández (PSC-PSOE)
- Joan Marcet i Morera (PSC-PSOE)
- Josep Borrell i Fontelles (PSC-PSOE)
- Anna Balletbò i Puig (PSC-PSOE)
- Juli Busquets i Bragulat (PSC-PSOE)
- Francisco Neira León (PSC-PSOE)
- Carlos Navarro i Gómez (PSC-PSOE)
- Pere Jover i Presa (PSC-PSOE)
- Mercè Aroz i Ibáñez (PSC-PSOE)
- Jordi Marsal i Muntalà (PSC-PSOE)
- Ramon Vancell i Trullàs (PSC-PSOE)
- Miquel Roca i Junyent (CiU)
- Macià Alavedra i Moner (CiU)
- Francesc Sanuy i Gistau (CiU)
- Llibert Cuatrecasas i Membrado (CiU)
- Carles Gasòliba i Böhm (CiU)
- Josep Maria Trías de Bes i Serra (CiU)
- Rafael Hinojosa i Lucena (CiU)
- Jordi Casas i Bedós (CiU)
- Maria Eugènia Cuenca i Valero (CiU)
- Lluís Miquel Recoder i Miralles (CiU)
- Antoni Casanovas i Brugal (CiU)
- Pere Baltà i Llopart (CiU)
- Miguel Ángel Planas Segurado (AP)-(PDP)-U.L
- Pedro Costa Sanjurjo (AP)-(PDP)-U.L
- Magí Pont Mestres (AP)-(PDP)-U.L
- José Nicolás de Salas Moreno (AP)-(PDP)-U.L
- Antoni Fernández i Teixidó (CDS)
- Ramon Espasa i Oliver (Unió de l'Esquerra Catalana)

#### Girona
- Josep López de Lerma i López (CiU)
- Salvador Carrera i Comes (CiU)
- Pere Vidal Sardó (CiU)
- Lluís Maria de Puig i Olivé (PSC-PSOE)
- Joan Manuel del Pozo i Álvarez (PSC-PSOE)

#### Lleida
- Josep Pau i Pernau (PSC-PSOE)
- Josep Antoni Duran i Lleida (CiU)
- Manuel Ferrer i Profitós (CiU)
- José Ignacio Llorens Torres (AP)-(PDP)-U.L

#### Tarragona
- Josep Gomis i Martí (CiU)
- Salvador Sedó i Marsal (CiU)
- Jaume Antich i Balada (PSC-PSOE)
- Ignasi Carnicer Barrufet (PSC-PSOE)
- Juan Manuel Fabra Vallés (AP)-(PDP)-U.L

### País Valencià

#### Alacant
- Josep Vicent Bevià Pastor (PSPV-PSOE)
- Luis Berenguer Fuster (PSPV-PSOE)
- Asunción Cruañes Molina (PSPV-PSOE)
- Ángel Luna González (PSPV-PSOE)
- Jorge Cremades Sena (PSPV-PSOE)
- Manuel Rodríguez Maciá (PSPV-PSOE)
- José Cholbi Diego (AP)-(PDP)-U.L
- Juan Antonio Montesinos García (AP)-(PDP)-U.L
- Juan Rovira Tarazona (AP)-(PDP)-U.L
- Rafael Martínez-Campillo García (CDS)

#### Castelló de la Plana
- Francisco Arnau Navarro (PSPV-PSOE)
- Xavier Tárrega Bernal (PSPV-PSOE)
- Irma Simón Calvo (PSPV-PSOE)
- Gabriel Elorriaga Fernández (AP)-(PDP)-U.L
- José María Escuín Monfort (AP)-(PDP)-U.L

#### València
- José María Maravall Herrero (PSPV-PSOE)
- Jaume Castells Ferrer (PSPV-PSOE)
- Juan Antonio Lloret Llorens (PSPV-PSOE)
- Javier Paniagua Fuentes (PSPV-PSOE)
- Celeste Lidia Juan Millet (PSPV-PSOE)
- Adela Pla Pastor (PSPV-PSOE)
- Francisco Sanz Fernández (PSPV-PSOE)
- Salvador López Sanz (PSPV-PSOE)
- Jordi Blasco Castany (PSPV-PSOE)
- José Manuel García-Margalló Marfil (AP)-(PDP)-U.L
- Ángel Sanchis Perales (AP)-(PDP)-U.L
- Carlos Manglano de Mas (AP)-(PDP)-U.L
- Ana Yabar Sterling (AP)-(PDP)-U.L
- Ignacio Gil Lázaro (AP)-(PDP)-U.L
- Joaquín Abril Martorell (CDS)
- Miquel Ramón Izquierdo (UV)

### Illes Balears
- Josep Cañellas Fons (Partit Popular)
- Joan Casals Thomas (Partit Popular)
- Enrique Ramón Fajarnés (Partit Popular)
- Joan Ramallo Massanet (PSIB-PSOE)
- Enric Ribas Marí (PSIB-PSOE)
- Félix Pons Irazazábal (PSIB-PSOE)

## Senadors

### Astúries
- José María Casielles Aguade (Coalició Popular)
- Rafael Fernández Álvarez (PSOE)
- José Ramón Herrero Merediz (PSOE)
- María Nelly Fernández Arias (PSOE)

### Catalunya

#### Barcelona
- Jordi Maragall i Noble (PSC-PSOE)
- Joan Reventós i Carner (PSC-PSOE)
- Cesáreo Rodríguez-Aguilera Conde (PSC-PSOE)
- Ramon Trias i Fargas (CiU)
  - substituït per Jordi Vila i Foruny

#### Girona
- Francesc Ferrer i Gironès (PSC-PSOE)
- Ramon Sala i Canadell (CiU)
- Narcís Oliveras i Terradas (CiU)
- Jaume Casademont i Perafita (CiU)

#### Lleida
- Ramon Companys i Sanfeliu (CiU)
- Jaume Cardona i Vila (CiU)
- Joan Horaci Simó i Burgués (CiU)
- Josep Armengol i Carrera (PSC-PSOE)

#### Tarragona
- Carles Barral i Agesta (PSC-PSOE)
- Francesc Xavier Sabaté i Ibarz (PSC-PSOE)
- Francesc Xavier Amorós i Solà (PSC-PSOE)
- Carles Andreu i Abelló (CiU)

### País Valencià

#### Alacant
- Alberto Javier Pérez Farré (PSPV-PSOE)
- Arturo Lizón Giner (PSPV-PSOE)
- Angel Antonio Franco Gutiez (PSPV-PSOE
- Miguel Barceló Pérez (Coalició Popular)

#### Castelló
- Miguel López Muñoz (PSPV-PSOE)
- Luis Alcalá Gómez (PSPV-PSOE)
  - substituït per Pablo Gardey Peiró
- Josefina López Sanmartín (PSPV-PSOE)
  - substituït per Benjamín Salvador Nebot
- José Vicente Aguilar Borrás (Coalició Popular)

#### València
- Alfons Cucó Giner (PSPV-PSOE)
- Joaquín Ruiz Mendoza (PSPV-PSOE)
- Enric Sapena Granell (PSPV-PSOE)
  - substituït per Josefa Frau Ribes
- Juan Albiñana Calatayud (Coalició Popular)

### Illes Balears

#### Mallorca
- Emilio Alonso Sarmiento (PSIB-PSOE)
- Antoni Garcías Coll (PSIB-PSOE)
- Antonio Buades Fiol (Coalició Popular)

#### Menorca
- Antoni Villalonga Riudavets (PSIB-PSOE)

#### Eivissa-Formentera
- Alonso Marí Calbet (Coalició Popular)

### Euskadi

#### Àlaba
- María Lucía Urcelay López de las Heras (PSE-PSOE)
- Ramón Bajo Fanlo (EAJ-PNB)
- Ángel José Gavilán Arganda (PSE-PSOE)
- Amado Alejandro Ascasso Trincado (PSE-PSOE)

#### Biscaia
- Iñaki Aguirre Barañano (EAJ-PNB)
- Manuel Fernández Ramos (PSE-PSOE)
- Carmelo Enrique Renobales Vivanco (EAJ-PNB)
- José Luis Robles Canibe (EAJ-PNB)

#### Gipúscoa
- Javier Aizarna Azula (EAJ-PNB)
- Francisco Pozueta Mate (EAJ-PNB)
- Joseba Elósegui Odriozola (EAJ-PNB)
- José Luis Álvarez Emparantza (Herri Batasuna)

### Galícia

#### La Corunya
- José Luis Rodríguez Pardo (PSOE)
- Manuel Jaime Barreiro Gil (PSOE)
- Enrique Teijeiro Sanjuán (PSOE)
- Enrique Marfany Oanes (Coalició Popular)

#### Lugo
- Francisco Cacharro Pardo (AP)
- Jacinto Calvo López (PSOE)
- Julio Ulloa Vence (AP)
- Aniceto Codesal Lozano (AP)

#### Ourense
- Victorino Núñez Rodríguez (Coalició Popular)
- Celso Montero Rodríguez (PSOE)
- Manuel Antonio Martínez Randulfe (Coalició Popular)
- Eduardo Olano Gurriarán (Coalició Popular)

#### Pontevedra
- Antonio Pillado Montero (Coalició Popular)
- Antonio Bernardino Ramilo Fernández-Areal (Coalició Popular)
- Manuel Cuña Novás (PSOE)
- José Antonio Rueda Crespo (Coalició Popular)

### Navarra
- Jaime Ignacio del Burgo Tajadura (Coalició Popular)
- Francisco Álava Jiménez (PSOE)
  - substituït per Alfonso Alonso Martínez
- Pedro José Ardaiz Egüés (PSOE)
- Julián Balduz Calvo (PSOE)
  - substituït per José Ramón Zabala Urra